# Norris Webb
Norris Webb (Ciudad de Panamá, 29 de octubre de 1945) es un exjugador de baloncesto panameño.

## Trayectoria
Con Panamá, participó en los Juegos Panamericanos de 1967 , compitió en los Juegos Olímpicos de Verano de 1968 y en Copa Mundial de Baloncesto de 1970.